# Diego Antonio Novoa
Diego Antonio Novoa ist ein ehemaliger argentinischer Biathlet.

## Karriere
Diego Novoa startete im August 2010 bei den Biathlon-Südamerikameisterschaften in Portillo und Bariloche. Bei der Meisterschaft, die als Rennserie ausgetragen wurde, wurde Novoa in Portillo 18. des Einzels, 18. im Sprintrennen und 17. im Massenstart. Beim Sprintrennen in Bariloche wurde er Achter. In der Gesamtwertung belegte er den 16. Platz. Auch bei den Meisterschaften 2012 war Novoa am Start, wurde aber in Einzel und Sprint Vorletzter respektive Letzter. Seitdem trat der Argentinier sportlich nicht mehr in Erscheinung.